# Madhouse (filme de 1974)
Madhouse (br: A Casa do Terror) é um filme britânico-americano de terror do ano de 1974, dirigido por Jim Clark.

## Elenco
- Vincent Price... Paul Toombes
- Peter Cushing... Herbert Flay
- Robert Quarry... Oliver Quayle
- Adrienne Corri... Faye
- Linda Hayden... Elizabeth Peters
- Natasha Pyne... Julia